# Faiditus acuminatus
Faiditus acuminatus är en spindelart som först beskrevs av Eugen von Keyserling 1891.  Faiditus acuminatus ingår i släktet Faiditus och familjen klotspindlar. Inga underarter finns listade i Catalogue of Life.